# 薩利赫·夏拉巴提
薩利赫·夏拉巴提（阿拉伯语：‎，1998年9月12日—），約旦跆拳道運動員，他代表約旦隊參加了日本舉行的2020年夏季奧林匹克運動會，並且在男子80公斤級比賽上獲得銀牌。